# Gene LeBell
Ivan Gene LeBell (ur. 9 października 1932 w Los Angeles, zm. 9 sierpnia 2022) – amerykański judoka, wrestler oraz kaskader filmowy. Koordynator kaskaderski w ponad 1000 filmach i show telewizyjnych, również autor książek o tematyce sportów walki.

## Kariera w sportach walki
W latach 1954 oraz 1955 sięgnął po amatorskie tytuły w judo w Amateur Athletic Union. W 1963, zawalczył z bokserem Milo Savage'em w pojedynku o nazwie judo/karate fighter vs boxer, gdzie pokonał Savage’a w 4. rundzie zakładając duszenie. 
W 1976 był sędzią w pojedynku Muhammad Ali vs Antonio Inoki (Boxing vs MMA contest). Był znajomym Bruce'a Lee, z którym trenował. W latach 1968–1982 występował w federacji wrestlingu National Wrestling Alliance. Szkolił w technikach grapplerskich, takie znane osobowości jak: Roddy Piper, Karo Parisyan, Mando Guererro, Bruce Lee, Chuck Norris, Benny Urquidez, Gokor Cziwiczjan, Robert Wall, Ed Parker czy Manvel Gamburyan. Wraz z Gokorem Cziwiczjanem był nauczycielem w szkole sztuk walki Hayastan MMA Academy w Los Angeles, gdzie uczył technik z MMA i grapplingu.
W 2000 United States Ju-Jitsu Federation (USJJF) przyznała mu 9 stopień dan w jujitsu i taiho-jutsu. W sierpniu 2004 organizacja World Martial Arts Masters Association awansowała na stopień 10 dan. W 2005 roku USJJF przyznała mu kolejny stopień - 9. dan w tradycyjnym judo.
Pod koniec listopada 2018 r. zakończył również karierę sędziego walk MMA.

## Życie osobiste
Jego matka – Aileen Eaton, była znaną promotorką boksu zawodowego w Stanach Zjednoczonych, która jest jedyną kobietą dodaną do halloffamerów w International Boxing Hall of Fame. Ma syna Davida. Jego nauczycielem była legenda amerykańskiego wrestlingu – Lou Thesz. Posiada 10. stopień czerwonego pasa w judo. W 2010, wrestler, Daniel Bryan, zaczął używać submissiona o nazwie LeBell's Omaplata Crossface, który na cześć LeBella, zyskał nazwę LeBell Lock. Do roku 2005, napisał 12 książek dotyczących sportów walki.

## Osiągnięcia

### Judo
Amateur Athletic Union
- - AAU National Judo Championship (1954)
  - AAU National Judo Championship (1955)

### Wrestling
- Cauliflower Alley Club
  - Iron Mike Mazurki Award (1995)

- Central States Wrestling
  - NWA Central States Heavyweight Championship (1 x)

- NWA Hollywood Wrestling
  - NWA Americas Tag Team Championship (1 x) – z Chino Chou

- NWA Mid-Pacific Promotions
  - NWA Hawaii Heavyweight Championship (1 x)

- NWA Western States Sports
  - NWA North American Heavyweight Championship (wersja "Amarillo") (1 x)

- George Tragos / Lou Thesz Professional Wrestling Hall of Fame
  - Frank Gotch Award (2005)

## Publikacje
- John Corcoran, Emil Farkas: Martial Arts: Traditions, History, People. Gallery Books, 1983. ISBN 0-8317-5805-8.